# Emmerbølle
Emmerbølle ist ein kleiner Ort auf der dänischen Insel Langeland, westlich von Lejbølle. Er gehört zur  Kirchspielsgemeinde (dän.: Sogn) Bøstrup Sogn die bis 1970 zur Harde Langelands Nørre Herred im damaligen Svendborg Amt gehörte, danach zur Tranekær Kommune im Fyns Amt, die im Zuge der  Kommunalreform zum 1. Januar 2007 in der Langeland Kommune in der Region Syddanmark aufgegangen ist.
Der Ort, der weniger als 200 Einwohner hat und daher von Dänemarks Amt für Statistik nicht ausgewiesen wird, wird durch einen nahe gelegenen Campingplatz touristisch geprägt.